# Idole du Zbroutch

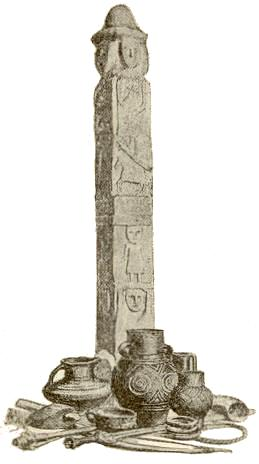
L'Idole du Zbroutch.

L'Idole du Zbroutch (polonaise: Światowid ze Zbrucza, ukrainien : Збручанський ідол) est une colonne en pierre sculptée au IXe siècle.
Elle fut découverte en 1848, au niveau du village de Liczkowce, alors polonais (aujourd'hui Lytchkivtsi [Личківці] en Ukraine, à une dizaine de km au nord de Houssiatyn), lors de travaux de dragage du la rivière Zbroutch.  L'Idole du Zbroutch constitue l'une des rares traces des croyances pré-chrétiennes des Slaves et de balbal slave. Elle est conservée au musée archéologique de Cracovie.

## La découverte
Louis Léger mentionne la découverte de cette idole dans son ouvrage La Mythologie slave. Bien que réservé quant à son authenticité, il avait interrogé le directeur du musée Ossoliński à Lwów, qui lui fit parvenir à ce sujet une note datée du 10 janvier 1896 et signée de son collaborateur E. Pawlowicz. Il en ressort que la découverte aurait été effectuée en août 1848 par un ingénieur, Korwin Bieńkowski, qui avait aperçu l'objet en voyageant à cheval dans la région, « non loin des collines de Miodobor où l'on voir aujourd'hui encore des ruines », alors que les eaux étaient basses à la suite d'une longue sécheresse. Il fit tirer l'objet de la rivière avec l'aide de l'intendant Gawłowski, de Lwów, et « six paires de bœufs », profitant « de ce que le poste cosaque de la rive russe était assez éloigné ». La statue fut remisée dans un hangar jusqu'à ce que le propriétaire la cède à Mieczysław Potocki, conservateur des antiquités de Galicie, lequel l'offrit ensuite à la Société des sciences de Cracovie. Ayant dû quitter ensuite le pays pour des raisons politiques, Bieńkowski aurait demandé vers la fin de sa vie une gratification pour cette découverte, dont Potocki s'était entre-temps attribué la paternité.

## Description

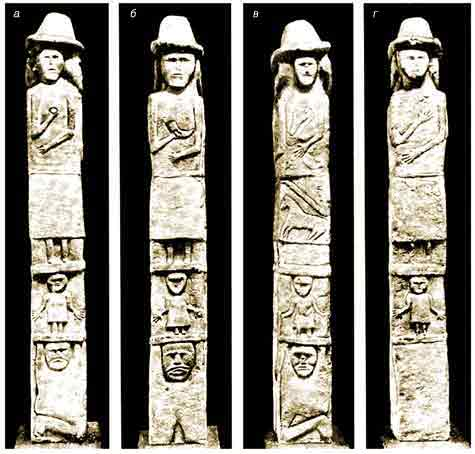
Les quatre faces du monument.

L'idole du Zbroutch est un pilier à quatre faces de calcaire gris, de 2,67 m de haut, qui comporte trois niveaux de bas-reliefs gravés sur chacun de ses côtés. La partie inférieure fait 67 cm, la partie intermédiaire 40 cm et la partie supérieure 167 cm. Il est possible que lors de l'excavation du monument en 1848, sa partie inférieure ait été brisée et perdue. Les bas-reliefs sont en assez mauvais état, mais quelques traces de polychromie originale y ont été découvertes. Les bas-reliefs portent les représentations suivantes :
- trois côtés du niveau inférieur montrent un personnage barbu à genoux qui semble de ses mains soutenir la partie supérieure ; le quatrième côté est vierge.
- la partie médiane porte sur les quatre côtés un personnage plus petit, les bras étendus.
- les quatre côtés de la partie supérieure portent les plus grandes représentations de l'idole, avec quatre visages réunis sous un grand chapeau rond. Chaque côté porte un attribut distinct : un anneau ou un bracelet ; une corne à boire et un petit personnage qui semble être un enfant ; une épée et un cheval ; et un symbole solaire érodé.

On a pu supposer que les trois parties représentaient trois niveaux du monde : le monde souterrain, le monde des mortels, et le monde des dieux célestes, mais l'interprétation des représentations a donné lieu à différentes controverses. Bernard Sergent a proposé un rapprochement entre le monolithe de Zbroutch, le dieu slave Svantovit et l'Apollon tétraôtos « à quatre oreilles » ou tetrákheir « à quatre mains » d'Amyclées.

## Copies
Aujourd'hui, des reproductions grandeur nature de l'idole existent à Moscou, Kiev, Grodno, Varsovie, Vilnius et Ternopil.